# Francesco Orsini
Francesco Orsini, conocido en España como Francisco Ursino, (1600-Roma, 1 de abril de 1667) fue un noble, cortesano y después jesuita italiano.

## Biografía
Fue uno de los hijos del matrimonio formado por Virginio Orsini, II duque de Bracciano, y Flavia Damasceni Peretti, sobrina de Sixto V. Tuvo otros hermanos y hermanas que llegaron a la edad adulta:
- Paolo Giordano II (1591-1646), casado con Isabella Appiano, princesa de Piombino.[3]
- Alejandro (1592-1626), cardinal y legado pontificio, y que como él, fue jesuita aunque en secreto desde 1621.[1]
- Isabel (1597-1623), casada con César II Gonzaga, duque de Guastalla.
- Maria Felicia (1600-1666), casada con Enrique II, duque de Montmorency.
- Camilla (1603-), casada con Marco Antonio II, príncipe de Sulmona, sobrino del papa Paulo V.
- Fernando (-1660), sucesor de su hermano Paolo Giordano II.
- Cosme, militar.
- Virginio, carmelita descalzo.

Su padre fue un conocido hombre de letras, en cuya historia se inspiró libremente Shakespeare para su obra, Noche de reyes.
Pasó su infancia en la corte de España, donde su padre había venido acompañando a Pedro de Medici en 1601. Posteriormente seguiría la carrera eclesiástica.
En 1622, por cesión de su tío el cardenal Alejandro Damasceni Peretti, se convirtió en abad comanditario de la abadía de Farfa, situada en la región del Lacio, cerca de Roma. Renunció a este beneficio al entrar en la Compañía de Jesús.
El 17 de abril de 1625 fue nombrado sumiller de cortina por Felipe IV.
En 1627, tras la muerte el año anterior de su hermano el cardenal Alejandro, que se había unido en secreto a la Compañía de Jesús, decidió unirse a esta congregación. Pidió permiso a Urbano VIII, quien le rogó que esperase pues era muy probable que le elevara a la dignidad cardenalicia. Francesco se negó y renunció a ser abad de Farfa, pidiendo a Urbano VIII nombrara como abad a su sobrino Virginio, hijo de su hermano Fernando. Finalmente, Urbano VIII le permitiría ingresar en la Compañía pero se reservó la abadía de Farfa.
Francesco entró como novicio en el Noviciado de San Andrés en el Quirinal. Durante el resto de su vida viviría humildemente como un jesuita más y según su biógrafo Patrignani, daría ejemplos de vida y santidad.Llegó a ser maestro y rector de novicios y director de la congregación de nobles del noviciado en que entró.
En 1629 donó 10.000 ducados para la construcción de la iglesia de San Ignacio en Roma, dentro del Colegio Romano regentado por los jesuitas.En 1630 dejó su cargo de sumiller de cortina.
El 1 de abril de 1667, murió en Roma en el noviciado de San Andrés del Quirinal, siendo enterrado en la iglesia de San Ignacio. En este último templo fue enterrado cerca de su amigo Roberto Belarmino.

## Iconografía
En el noviciado de San Andrés en Roma, se conservaba su retrato bajo el que se encontraba la siguiente inscripción:
Pater Franciscus Ursinus , abdicata Farfenfi Abbatia, in hac Domo veteranus Novitius et Novitiis mox Rector , ad crucis humilitatem , mertificationem exemplar praivit. 

(En español, El padre Francisco Orsini, que abdicó a la Abadía de Farfa, fue en esta casa el más viejo de los Novicios, y pronto su maestro, fue un modelo de humildad en la mortificación de la cruz.)

### Individuales
1. 1 2  Iturriaga, José Mariano de (8 de mayo de 2019). «ORSINI, Alessandro». CALIFORNIADA: Épica Sagrada y Propaganda Jesuítica en Nueva España (1740). Servicio de Publicaciones de la Universidad de Huelva. p. 263. ISBN 978-84-17776-30-5. Consultado el 27 de diciembre de 2023.
2. ↑  Mat'a, Petr (2013). «The false Orsini from over the Alps : negotiating aristocratic identity in late medieval and early modern Europe». Enthalten in Römische historische Mitteilungen (en inglés) (Österreichische Akademie der Wissenschaften ; Historisches Institut beim österreichischen Kulturforum in Rom) (55): 155-218.
3. ↑  Patón Roldán, Alfonso (2023). «"Viéndose sola y en tanto peligro". El matrimonio de Isabel de Appiano con Pablo Jordán II Orsini y sus estrategias para conservar el principado de Piombino (1620-1622)». Tiempos modernos: Revista Electrónica de Historia Moderna 13 (46): 58-75. ISSN 1699-7778. Consultado el 27 de diciembre de 2023.
4. ↑  Cabrera de Córdoba, Luis (1857). «De Valladolid, 6 de octubre de 1601». Relaciones de las cosas sucedidas en la corte de España, desde 1599 hasta 1614. Imprenta de J. Martín Alegria. Consultado el 27 de diciembre de 2023.
5. ↑  Hortal Muñoz, José Eloy (2015). «4. La capilla real. 4.2.2. Sumilleres de cortina». La corte de Felipe IV (1621-1665). La corte en Europa. Tomo I, volumen I. Madrid: Ediciones Polifemo. pp. 609-613. ISBN 978-84-16335-08-4. Wikidata Q124022741.
6. 1 2  V.V.A.A. (2015). «Apéndice 1: La casa del Rey. Listado alfabético de los servidores de la casa de Felipe IV». La corte de Felipe IV (1621-1665). La corte en Europa. Tomo II, CD-ROM. Madrid: Ediciones Polifemo. pp. 2074-2075. ISBN 978-84-16335-11-4. Wikidata Q124022741.
7. ↑  Pozzo, Cassiano Dal (2004). El diario del viaje a España del Cardenal Francesco Barberini. Doce Calles. p. 66. ISBN 978-84-9744-026-4. Wikidata Q112289317. Consultado el 28 de julio de 2024.
8. ↑  «Gli Orsini di Bracciano, San Gemini e Gravina. 4. Sec. XVII: dal fasto effimero alla disgregazione definitiva.  I figli di Virginio: gli ecclesiastici». L’Archivio Orsini. La famiglia, la storia, l’inventario (en italiano). viella. 2016. p. 75. ISBN 978-88-6728-670-6.
9. ↑  Ippoliti, Alessandro; Vetere, Benedetto (2 de marzo de 2015). Il collegio romano: Storia della costruzione (en italiano). Gangemi Editore Spa. p. 54. ISBN 978-88-492-5369-6. Consultado el 27 de diciembre de 2023.